# 五縁湾駅
五縁湾駅（ごえんわんえき、閩南語:Ú-iân-oan tsām）は、中華人民共和国福建省廈門市湖里区環島幹道と鍾宅路の交差点にある、廈門軌道交通の駅である。2号線と3号線が乗り入れ、両路線の接続駅となっている。
当該駅は廈門軌道交通2号線の駅では終着駅である。

## 歴史
- 2019年12月25日2号線の駅として開業。
- 2021年6月25日3号線の駅として開業。

## 駅構造

### のりば
| 番線 | 路線              | 方面                                      | 行先          |
| ---- | ----------------- | ----------------------------------------- | ------------- |
|      | 廈門軌道交通2号線 | 建業路・馬青路・新垵・鼎美 方面           | 天竺山 行き   |
|      | 廈門軌道交通3号線 | 湖浜東路・曾厝垵・廈大白城・廈大南門 方面 | 沙坡尾 行き   |
|      | 廈門軌道交通3号線 | 東界・後村・蔡厝・陽塘新村 方面           | 翔安機場 行き |

## 隣の駅
廈門軌道交通
■2号線
鍾宅駅 - 五縁湾駅 - ■
■3号線
湖里創新園駅 - 五縁湾駅 - 国際博覧中心駅